# Methanococcoides
A Methanococcoides a Methanosarcinaceae családba tartozó Archaea nem. Az archeák – ősbaktériumok – egysejtű, sejtmag nélküli prokarióta szervezetek.
A nem fajai metanogének és a táplálkozásuk teljes mértékben metilált vegyületektől függ.

### Tudományos folyóiratok
- Springer E (1995). „Partial gene sequences for the A subunit of methyl-coenzyme M reductase (mcrI) as a phylogenetic tool for the family Methanosarcinaceae”. Int. J. Syst. Bacteriol. 45 (3), 554–559. o. DOI:10.1099/00207713-45-3-554. PMID 8590683.
- Sowers KR (1984). „Phylogenic relationships among the methylotrophic methane-producing bacteria and emendation of the family Methanosarcinaceae”. Int. J. Syst. Bacteriol. 34, 444–450. o. DOI:10.1099/00207713-34-4-444.
- Sowers KR (1983). „Isolation and characterization of a methylotrophic marine methanogen, Methanococcoides methylutens gen. nov., sp. nov”. Appl. Environ. Microbiol. 45 (2), 684–690. o. PMID 16346215. PMC 242344.
- Balch WE (1979). „Methanogens: reevaluation of a unique biological group”. Microbiol. Rev. 43 (2), 260–296. o. PMID 390357. PMC 281474.

### Tudományos adatbázisok
- Methanococcoides PubMed hivatkozásai
- Methanococcoides PubMed Central hivatkozásai
- Methanococcoides Google Scholar hivatkozásai